# Utmanzai
Utmanzai – miasto w Pakistanie, w prowincji Chajber Pasztunchwa. W 1998 roku liczyło 24 848 mieszkańców.